# Endasys obscurus
Endasys obscurus är en stekelart som beskrevs av Luhman 1990. Endasys obscurus ingår i släktet Endasys och familjen brokparasitsteklar. Inga underarter finns listade i Catalogue of Life.